# لس سانتس د مایمنا
لس سانتس د مایمنا (به اسپانیایی: Los Santos de Maimona) یک شهرستان در اسپانیا است که در استان باداخس واقع شده‌است.

## خصوصیات
لس سانتس د مایمنا ۱۰۸ کیلومترمربع مساحت و ۸٬۲۴۵ نفر جمعیت دارد و ۵۲۹ متر بالاتر از سطح دریا واقع شده‌است.